# 金崙大橋
金崙大橋位於臺灣臺東縣太麻里鄉金崙村，橫跨於金崙溪之上，為中華民國交通部公路總局所推動之臺9線南迴公路拓寬改善後續計畫的其中一項工程。該橋樑於2017年10月15日通車，因坐落位置緊鄰太平洋西岸以及中央山脈大武山地區，曾被臺灣新聞媒體譽為「全臺最美的高架橋」。

## 沿革

### 規劃
金崙大橋為中華民國交通部公路總局所推動的臺9線南迴公路拓寬改善後續計畫中的一部分，於2010年9月20日正式通過行政院環境保護署環境影響評估審查，2011年7月27日獲行政院原則同意開發計畫，自此南迴公路拓寬改善後續計畫時即推動。
南迴公路金崙村路段最初公路總局規劃以既有公路路基拓寬為雙向共四線車道，不過此舉卻引發金崙村居民質疑拓寬將徵收及拆除沿線住房，且後續評估認為因牽涉徵收等因素，可能導致施工經費等增加，故公路總局在2013年向環保署提書環境影響差異分析報告時，決議改採興建外環高架橋形式繞過金崙村，該差異報告於2013年7月8日修正通過，才促使金崙大橋的誕生。

### 施工
金崙大橋含括在南迴公路拓寬改善後續計畫的第A3標案中，該標案施作項目除了金崙大橋，還包括多良段北上線高架橋等，於2013年4月1日率先展開多良段施工，金崙大橋遲至5月8日舉辦動工典禮，由利德工程公司得標負責施工，世曦工程顧問公司負責監造。
金崙大橋採用混凝土箱形梁形式，落墩數19座、橋臺一座，北端直接銜接同樣在南迴公路拓寬計畫中新增的鋼筋混凝土結構棧橋，南端設置A2橋臺，其中第1、6、11、16，以及A2橋臺設有橋面伸縮縫，施工方式分別為第1~第6號橋墩間的橋面採場鑄懸臂工法，第11~A2橋臺間的橋面採場鑄逐跨工法。全長1.315公里、橋面高度最北端高40公尺、南端約20公尺高，全線設置雙向共四線車道。橋免兩側護欄採簍空兩管式，高1.4公尺。
2014年5月14日正在施工中的金崙大橋，施工單位於第3號橋墩基樁處意外開挖到史前遺址，經現場工作人員緊急停工，以及通報國立臺灣史前文化博物館研究員前來探察，研判出土文物可能與距今1,200年前的三和文化有關，並認為與十幾年前同樣在金崙地區挖掘出的賓茂第一、第二遺址相關，因此定名為賓茂第三遺址。該遺址也是臺灣第二座海岸史前遺址。後續也因挖掘出史前遺址使得金崙大橋部分工區必須停工，先行搶救遺址，公路總局也與中央研究院合作，計畫開挖五處考古探坑來加速搶救文物。2015年臺東縣政府也委託國立臺灣史前博物館，在金崙大橋第3、4號橋墩基樁處進行考古搶救工作。
在施工期間除了因挖角到史前遺址而工程停擺外，也因施工地點臨近河口和太平洋，當海水漲潮時很容易蔓延到施工場域，並且若遇到颱風和雨季，金崙溪河水暴漲再加上海水倒灌，使得施工引道和工作場域常遭到沖毀嚴重影響施工進度。
2017年10月5日晚間即將通車的金崙大橋發生一起自小客車撞擊引道護欄的意外，也意外將護欄撞翻露出底部的短鋼筋，造成民眾質疑是否有偷工減料的嫌疑，對此公路總局高南區工程處長蘇文琦表示，橋樑與引道的護欄作用不同，引道護欄還需要有排水設計，經過調閱設計圖後，確認廠商有按圖施工，設計也都符合法令規範，並沒有偷工減料的嫌疑。

### 通車
2017年10月15日金崙大橋歷經4年工期正式通車，初期行車速度暫定劃設為速限50公里，並且為防止超速，2018年1月底在金崙大橋南端架有測速照相機一臺。因金崙大橋特殊地理位置，通車初期獲得臺灣新聞媒體將金崙大橋譽為全臺最美的高架橋。
而金崙大橋通車後初期劃定50公里速限也引發民怨，2018年3月21日時任臺東縣議員林參天在臺東縣議會臨時會質詢時表示，有民眾向他反映金崙大橋通車後車速反而變得更慢，對此時任臺東縣警察局交通警察隊隊長張國棟表示，金崙大橋北端仍在進行拓寬工程，此路段的車道將會縮減為雙向共2線道，因此若車速過快，容易發生車禍，且金崙大橋橋面高風大，車速太快也會引發危險，考量交通安全，暫定速限為50公里，待該路段拓寬工程完工後，將會與相關單位再檢討是否放寬速限。
2018年5月16日一名來自高雄市60多歲的男子跨坐在金崙大橋北端護欄，經民眾發現後通報轄區警察到場關切，不料男子縱身一跳墜落40公尺高的金崙大橋，當場全身多處骨折失去呼吸心跳，經緊急送醫搶救仍宣告不治，成為金崙大橋通車一來第一起墜橋事件。

### 後續影響
金崙大橋通車後因主要行車路線不再經過金崙市區，導致部落觀光人潮一度大減，更使村中唯一的超商業者也因業績受到影響曾萌生歇業念頭，鄰近的金崙溫泉飯店業者也受到衝擊，形同觀光客過門不入的窘境。
因此有當地村民發起轉型並成立發展協會，近年因分流了趕時間的過路客，反而留下為觀光而來的特定客，再加上COVID-19疫情後國旅爆發加上南迴改通車，金崙社區反而在最美高架橋名氣的助攻下觀光產業瞬間提高，金崙溫泉遊客人潮也回流，也開啟部落更多元的發展契機。

## 圖集

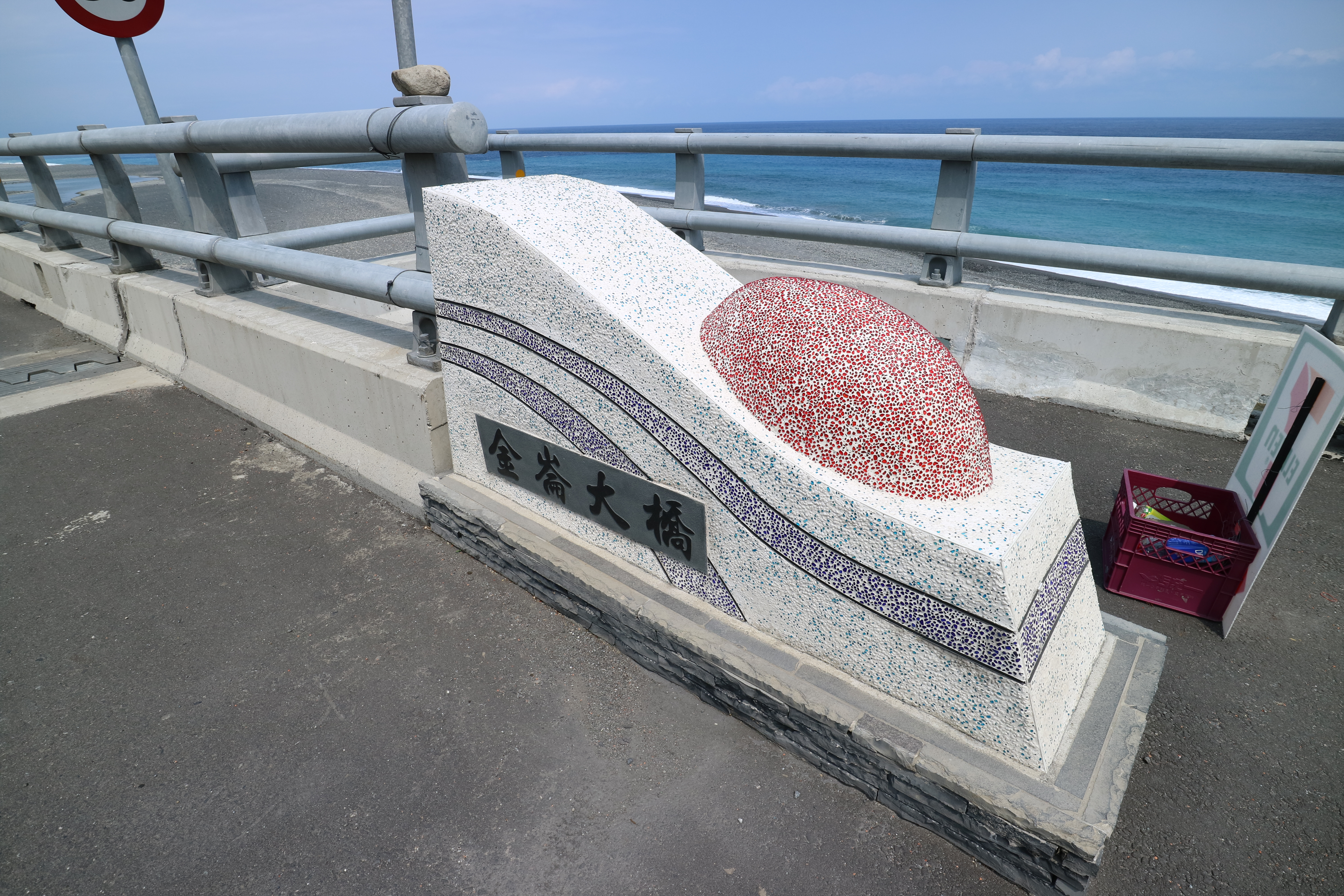
金崙大橋橋名柱。
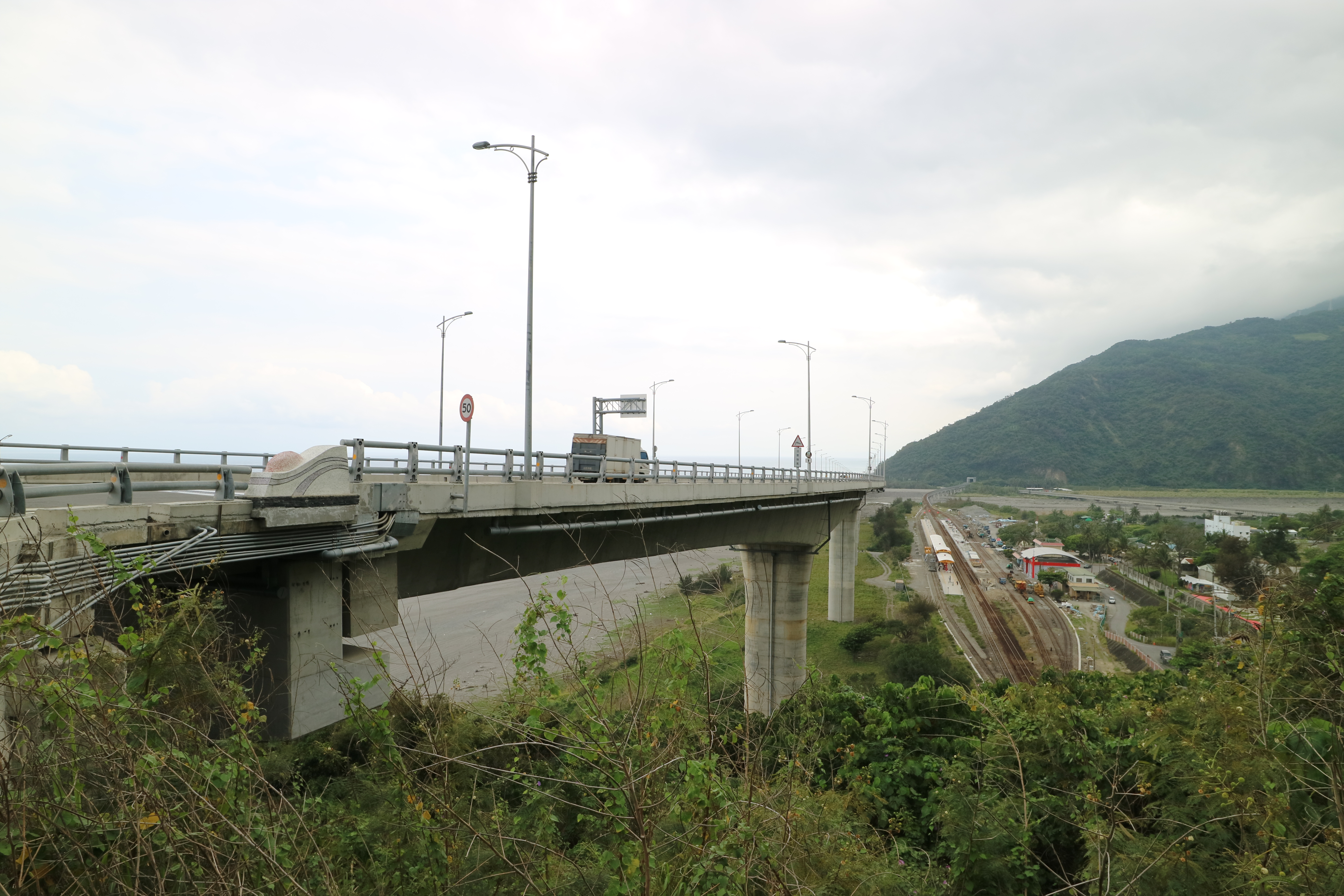
金崙大橋北端與下方臺鐵金崙車站站場。
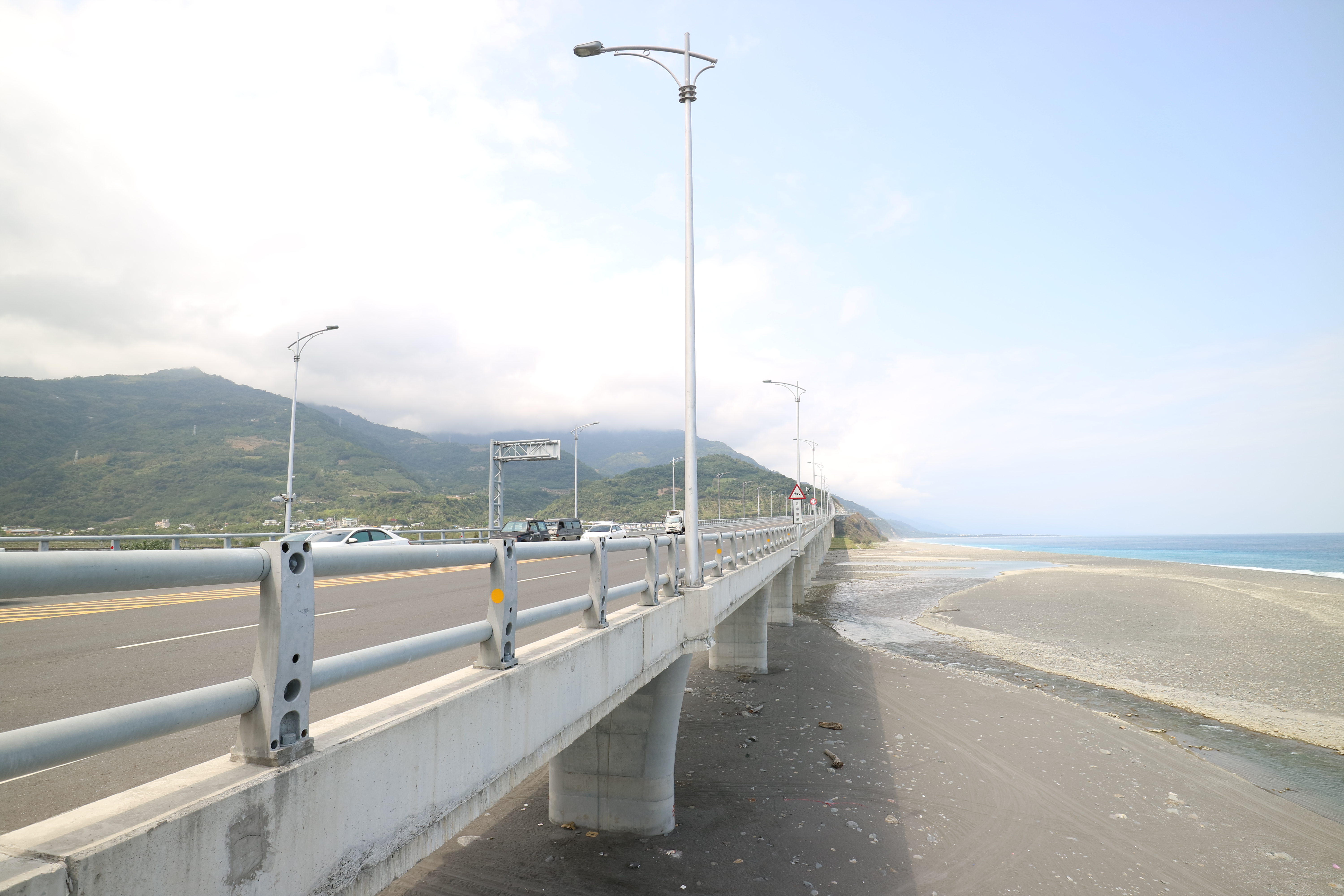
金崙大橋南端向北端望。
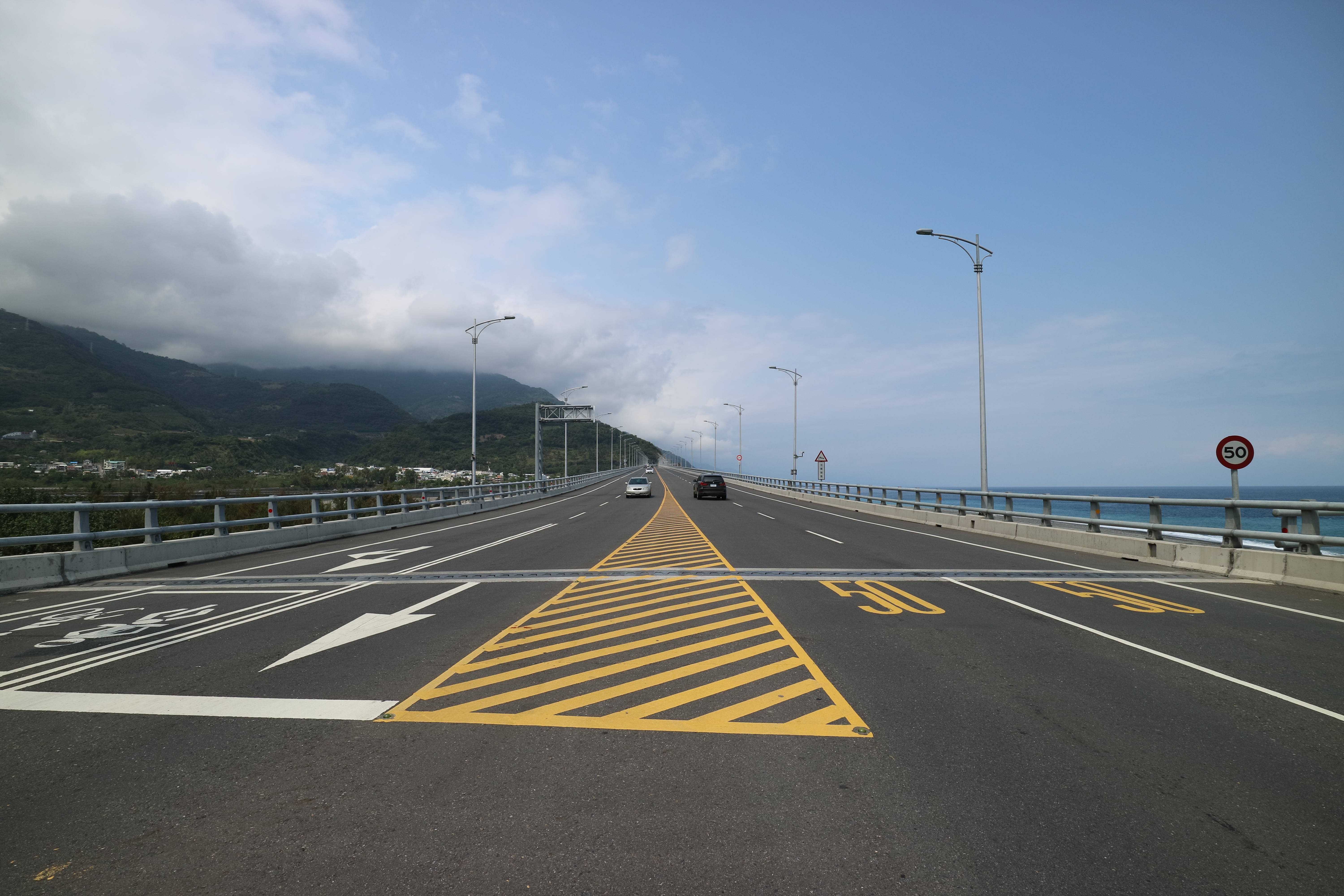
金崙大橋橋面。

## 相鄰道路
| 金崙溪主要橋樑           | 金崙溪主要橋樑              | 金崙溪主要橋樑           |
| ------------------------ | --------------------------- | ------------------------ |
| 北行道路                 | 金崙溪                      | 南行道路                 |
| 臺9線（南迴公路） 卑南鄉 | 金崙大橋 往 ←卑南鄉 大武鄉→ | 臺9線（南迴公路） 大武鄉 |

## 資料來源
1. 1 2 3   (PDF). 交通部公路總局. 2017-11  [2019-03-28]. （原始内容存档 (PDF)于2019-03-28） （中文（臺灣））.
2. 1 2 3 4  . 交通部公路總局西部濱海公路南區臨時工程處第六工務段.   [2019-03-28]. （原始内容存档于2016-08-24） （中文（臺灣））.
3. 1 2  黃力勉. . 中時新聞網. 201-09-19  [2019-03-28]. （原始内容存档于2019-03-28） （中文（臺灣））.
4. 1 2 3 4  張忠義. . 自由時報. 2017-10-12  [2019-03-28]. （原始内容存档于2019-03-28） （中文（臺灣））.
5. ↑  黃士原. . ETtoday旅遊雲. 2017-10-20  [2019-03-28]. （原始内容存档于2019-03-28） （中文（臺灣））.
6. ↑  . 交通部公路總局西部濱海公路南區臨時工程處第六工務段.   [2019-03-28]. （原始内容存档于2019-03-24） （中文（臺灣））.
7. ↑  . 行政院環境保護署. 2013-07-08  [2019-03-28]. （原始内容存档于2019-07-01） （中文（臺灣））.
8. ↑  . 臺東縣政府. 2013-05-10  [2019-03-28]. （原始内容存档于2019-03-28） （中文（臺灣））.
9. ↑  盧太城. . 中央社. 2017-08-28  [2019-03-28]. （原始内容存档于2019-03-28） （中文（臺灣））.
10. ↑  章明哲. . 公視新聞網. 2014-05-14  [2019-03-28]. （原始内容存档于2019-03-28） （中文（臺灣））.
11. ↑  葉美珍. . 國立臺灣史前文化博物館. 2017-01-01  [2019-03-28]. （原始内容存档于2019-03-28） （中文（臺灣））.
12. ↑  蕭道田. . 更生日報. 2017-04-02  [2019-03-28]. （原始内容存档于2019-03-28） （中文（臺灣））.
13. ↑  . 中天電視. 2017-10-06  [2019-03-28]. （原始内容存档于2019-07-01） （中文（臺灣））.
14. ↑  莊哲權. . 中時新聞網. 2018-03-22  [2019-03-28]. （原始内容存档于2019-03-28） （中文（臺灣））.
15. ↑  . 自由時報. 2018-05-16  [2019-03-28]. （原始内容存档于2018-07-12） （中文（臺灣））.
16. ↑  .   [2023-05-05]. （原始内容存档于2023-05-10）.
17. ↑  .   [2019-03-28]. （原始内容存档于2019-07-01）.
18. ↑  .   [2023-05-05]. （原始内容存档于2022-02-08）.
19. ↑  金崙38家業者成立商圈發展協會 促觀光發展 原視新聞網
20. ↑  .   [2023-05-05]. （原始内容存档于2023-05-07）.
21. ↑  .   [2023-05-05]. （原始内容存档于2023-05-07）.
22. ↑  .   [2023-05-05]. （原始内容存档于2023-11-06）.
23. . 東森新聞. 2019-01-30  [2019-03-28]. （原始内容存档于2019-07-01） （中文（臺灣））.

## 外部連結
- 交通部公路總局西部濱海公路南區臨時工程處 - 臺9線南迴公路拓寬改善後續計畫資訊公開平臺 （页面存档备份，存于） （繁體中文）